# Serra do Andaime
A serra do Andaime é uma formação geológica brasileira localizada no município de Piumhi,  no estado de Minas Gerais.